# Терра-Алта
Те́рра-А́лта — район (кумарка) Каталонії (кат. Terra Alta). Столиця району — м. Ґандеза (кат. Gandesa).

## Муніципалітети
- Ал-Пінель-да-Брай (кат. Pinell de Brai, el) — населення 1.099 осіб;
- Арнас (кат. Arnes) — населення 514 осіб;
- Батеа (кат. Batea) — населення 2.094 особи;
- Білалба-далс-Аркс (кат. Vilalba dels Arcs) — населення 726 осіб;
- Бот[ca] (кат. Bot) — населення 783 особи;
- Ґандеза (кат. Gandesa) — населення 3.028 осіб;
- Казерас (кат. Caseres) — населення 318 осіб;
- Курбера-д'Ебра (кат. Corbera d'Ebre) — населення 1.117 осіб;
- Ла-Побла-да-Масалука (кат. Pobla de Massaluca, la) — населення 433 особи;
- Ла-Фатареля (кат. Fatarella, la) — населення 1.180 осіб;
- Орта-да-Сан-Жуан (кат. Horta de Sant Joan) — населення 1.241 особа;
- Прат-да-Комта (кат. Prat de Comte) — населення 191 особа;

## Зростання населення
| 1497 f | 1515 f | 1553 f | 1717  | 1787 | 1857   | 1877   | 1887   | 1900   | 1910   |
| ------ | ------ | ------ | ----- | ---- | ------ | ------ | ------ | ------ | ------ |
| 932    | 1.060  | 1.087  | 3.850 | -    | 19.071 | 19.357 | 20.989 | 22.932 | 22.789 |

| 1920   | 1930   | 1940   | 1950   | 1960   | 1970   | 1981   | 1990   | 1992   | 1994   |
| ------ | ------ | ------ | ------ | ------ | ------ | ------ | ------ | ------ | ------ |
| 23.365 | 21.435 | 17.571 | 18.525 | 16.141 | 14.767 | 13.581 | 13.184 | 12.887 | 12.826 |

| 1996   | 1998   | 2000   | 2002   | 2004   | 2006   | 2008 | 2010 | 2012 | 2014 |
| ------ | ------ | ------ | ------ | ------ | ------ | ---- | ---- | ---- | ---- |
| 12.584 | 12.386 | 12.189 | 12.259 | 12.464 | 12.715 | -    | -    | -    | -    |